# Liza Moreno
Pour les articles homonymes, voir Moreno.
Liza Moreno, née en 1933, est une actrice et scénariste philippine, ayant écrit les scénarios sous le pseudo de Louise de Mesa.

## Biographie
Elle a succédé à Rosa del Rosario dans la saga des films de Darna.

## Filmographie
- 1963 : Si Darna at ang babaeng impakta de Danilo H. Salazar : Darna (titre anglais : Darna and the Evil Twins)
- 1963 : Isputnik vs. Darna de Natoy B. Catindig et Armando Garces : Darna
- 1963 : The Raiders of Leyte Gulf de Eddie Romero : Aida Rivas
- 1963 : Une fille dans la bataille (Cry of Battle) de Irving Lerner : Vera
- 1964 : Hell of Borneo de George Montgomery : Maria Vargas
- 1965 : Tierra Verde, d'Efren Reyes